# Nosomma
Genre
Nosomma est un genre de tiques de la famille des Ixodidae.

## Distribution
Les espèces de ce genre se rencontrent en Asie du Sud et en Asie du Sud-Est.

## Liste des espèces
Selon Guglielmone et al., 2010 :
- Nosomma monstrosum (Nuttall & Warburton, 1908)
- Nosomma keralensis Prakasan & Ramani, 2007

## Publication originale
- Schulze, 1919 : Bestimmungstabelle fuĻr das Zeckengenus Hyalomma Koch. Schriften der Gesellschaft Naturforschender Freunde zu Berlin, vol. 1919, p. 189–196 (texte intégral).